# Becki Newton
Becki Newton (New Haven, 4 juli 1978), geboren als Rebecca Sara Newton is een Amerikaanse actrice. Zij is het meest bekend door haar rol als receptioniste Amanda Tanen in Ugly Betty.
Newton begon met het spelen van musicals en toneelstukken in lokale theaters. Ze studeerde aan de Universiteit van Pennsylvania waar ze is afgestudeerd in Europese geschiedenis. Daarna verhuisde ze naar New York waar ze in verschillende commercials speelde. Hier ontmoette ze ook haar echtgenoot acteur Chris Diamantopoulos.

## Filmografie
- The Lincoln Lawyer (2022) - Lorna
- How I Met Your Mother (2012) - Quinn
- August Rush (2007) - Jenny
- Ugly Betty (2006) - Amanda
- Charmed (2005) - Glamour Piper
- Law & Order: Special Victims Unit (2004) - Colleen Heaton
- American Dreams (2004) - Mindy
- P.S. (2004) - Rebecca
- The Men's Room (2004) - Lily
- The Guiding Light (2003-2004) - the Fantasy Daughter
- Cold Case (2003) - Young Melanie

- Library of Congress Control Number: no2008071969
- MusicBrainz: ca5ba7d9-a5b5-442d-8a79-84e5047193b3
- Virtual International Authority File: 39186687
- WorldCat: E39PBJdh78mFHFPGXPyFk9c773